# Basic Blue 26
Basic Blue 26 ist ein dunkelvioletter kationischer Farbstoff aus der Gruppe der Triphenylmethanfarbstoffe, der sich in Wasser mit blauer Farbe löst und zu den Viktoria-Farbstoffen gezählt wird.

## Geschichte
Die Herstellung von Basic Blue 26 wurde 1883 von der BASF patentiert und unter der Bezeichnung Victoriablau B vermarktet.

## Gewinnung und Darstellung
Basic Blue 26 kann durch Kondensation von Michlers Keton mit N-Phenyl-1-naphthylamin dargestellt werden.

## Eigenschaften
Das dunkelblauviolette Pulver oder die dunkel-bronzefarbenen Kristalle sind in heißem Wasser und in Ethanol leicht löslich. In kalten Wasser ist es schlechter und in Benzol nur wenig löslich. Es färbt tannierte Baumwolle und ist wenig lichtbeständig.

## Verwendung
Der Farbstoff ist in vielen Staaten als Farbstoff sowohl für Kosmetika, als auch für Lebensmittel zugelassen, jedoch nicht in der EU, in Indien, Japan und den USA.